# Roussillon (municipalité régionale de comté)
Pour les articles homonymes, voir Roussillon.
Roussillon est une municipalité régionale de comté (MRC) du Québec (Canada) dans la région de la Montérégie. Son chef-lieu est Saint-Constant,. Constituée de municipalités urbaines et rurales, elle compte en 2021 plus de 180 000 habitants et est ainsi la MRC la plus populeuse de la province. 

## Histoire
Le nom de la MRC évoque le régiment Royal-Roussillon, dont les quartiers se trouvaient dans la région de Montréal au cours de l'hiver 1758-1759.
La MRC est constituée en 1982 dans la foulée de l'adoption de la Loi sur l'aménagement et l'urbanisme.

## Écoles
Voici une liste des écoles secondaires et primaires de la Commission scolaire des Grandes-Seigneuries :
La Prairie
- École de la Magdeleine
- École Saint-François-Xavier
- École Jean XXIII
- École Émilie-Gamelin
- École Saint-Joseph
- École de la Petite Gare
- Collège Jean-De-La-Mennais

Châteauguay
- École Gabrielle-Roy,
- École Marguerite-Bourgeois
- École Louis-Philippe-Paré

Saint-Constant
- École Armand-Frappier
- École Jacques-Leber
- École du Tournant

Mercier
- École Bonnier

Candiac
- École Fernand-Seguin
- École Plein-Soleil

Sainte Catherine
- École des Timoniers

## Collectivités locales
Le territoire de Roussillon compte onze municipalités et une réserve indienne. Cette dernière ne fait cependant pas juridiquement partie de la MRC, bien que située à l'intérieur de son territoire géographique.
| Code  | Nom              | Statut           | Date de constitution | Maire/chef/préfet   | Superficie (km2) | Superficie (km2) | Superficie (km2) | Population (2017) | Densité (hab./km2) |
| Code  | Nom              | Statut           | Date de constitution | Maire/chef/préfet   | Total            | Eau              | Terre            | Population (2017) | Densité (hab./km2) |
| ----- | ---------------- | ---------------- | -------------------- | ------------------- | ---------------- | ---------------- | ---------------- | ----------------- | ------------------ |
| 67005 | Saint-Mathieu    | Municipalité     | 1917-08-01           | Lise Poissant       | 31,38            | -                | 31,38            | 1 998             | 64                 |
| 67010 | Saint-Philippe   | Ville            | 1855-07-01           | Christian Marin     | 61,89            | 0,01             | 61,88            | 6 495             | 105                |
| 67015 | La Prairie       | Ville            | 1846-03-30           | Frédéric Galantai   | 54,66            | 11,21            | 43,45            | 24 948            | 574                |
| 67020 | Candiac          | Ville            | 1957-01-31           | Normand Dyotte      | 18,70            | 1,50             | 17,20            | 20 987            | 1 220              |
| 67025 | Delson           | Ville            | 1957-02-21           | Christian Ouellette | 7,70             | 0,03             | 7,67             | 7 627             | 994                |
| 67030 | Sainte-Catherine | Ville            | 1937-10-30           | Jocelyne Bates      | 15,93            | 6,52             | 9,41             | 17 267            | 1 835              |
| 67035 | Saint-Constant   | Ville            | 1855-07-01           | Jean-Claude Boyer   | 57,12            | 0,08             | 57,04            | 27 722            | 486                |
| 67040 | Saint-Isidore    | Paroisse         | 1855-07-01           | Sylvain Payant      | 52,04            | 0,05             | 51,99            | 2 717             | 52                 |
| 67045 | Mercier          | Ville            | 1964-06-08           | Lise Michaud        | 46,50            | 0,56             | 45,94            | 13 152            | 286                |
| 67050 | Châteauguay      | Ville            | 1975-03-11           | Éric Allard         | 46,32            | 10,35            | 35,97            | 48 741            | 1 355              |
| 67055 | Léry             | Ville            | 1914-06-01           | Kevin Boyle         | 10,63            | 0,45             | 10,18            | 2 438             | 239                |
| 67802 | Kahnawake        | Réserve indienne | -                    | Cody Diabo          | 47,41            | 1,00             | 46,41            | 10 255            | 221                |
| 670   | Roussillon       | MRC/DR           | 1982-01-01           | Christian Ouellette | 450,28           | 31,76            | 448,52           | 184 347           | 440                |